# Ljudevit Pivko
Ljudevit Pivko, učitelj in politik, *17. avgust 1880, Nova vas pri Markovcih blizu Ptuja, † 29. marec 1937, Maribor. 

## Življenje

### Mlada leta
Ljudsko šolo je obiskoval pri Sv. Marku. Z enajstimi leti je šel na gimnazijo v Varaždin, nato pa jo je obiskoval na Ptuju. Višjo gimnazijo je obiskoval v Mariboru, kjer je leta 1900 maturiral. V Pragi je študiral slavistiko in germanistiko ter se navdušil nad panslavizmom. Leta 1905 je doktoriral na Dunaju. Tam je opravil profesorski izpit in nastopil službo suplenta na klasični gimnaziji v Mariboru. Dijaki so ga kot profesorja zelo hvalili.
Leta 1906 se je poročil s Čehinjo Ljudmilo Mužikovo, hčerjo ravnatelja hranilnice. V zakonu se jima je rodilo sedem otrok. 
Istega leta se je pridružil soustanoviteljem Sokolskega društva v Mariboru. Postal je odličen telovadec, spodbujevalec sokolske narodnoobrambne ideje in eden najpomembnejših sokolskih voditeljev. Pisal je pod psevdonimoma Pavel Poljanec in Janko Osojnik. Njegova zamisel je bila knjižnica Mariborskega Sokola, ustanovljena za krepitev narodne zavesti. Politično je bil radikalno liberalno usmerjen.

### Prva svetovna vojna (1914–1918)
Ob začetku vojne leta 1914 je bil poslan na črnogorsko bojišče. Tam je poskušal navezati stike s sovražniki Avstrije, vendar mu to ni uspelo. Bil je poveljnik bosansko-hercegovskega polka, ki je bil leta 1916 prestavljen nad Tolmin. Pivko se je tam odločil, da se poveže z Italijani. Rušenje Avstro-Ogrske je postalo njegov življenjski cilj.
V noči z 17. na 18. september 1917 je s sodelavci spustil jurišne oddelke skozi avstrijske položaje. To dejanje je našlo prostor v številnih knjigah o 1. svetovni vojni, že med vojno pa je odmevalo kot nekaj izjemnega. Česa podobnega ni storil nihče drug v vsej avstro-ogrski armadi.

### Politična kariera
Leta 1922 je bil med soustanovitelji mariborske Jugoslovansko-češkoslovaške lige in pozneje predsednik. Bil je predsednik Slovenske šolske matice, odbornik Zveze kulturnih društev, član vodstva mariborske Posojilnice Narodnega doma in tajnik Narodnega sveta za Štajersko. Kot liberalec je bil član Jugoslovanske demokratske stranke (kasneje SDS). Kandidiral je na prvih volitvah v konstituanto 28. novembra 1920, a  ni bil izbran. Leto kasneje je kandidiral na občinskih volitvah, tudi brez uspeha. Kot poslanec v beograjski skupščini je večkrat interveniral v zvezi z gospodarskimi vprašanji, ki so pestila predvsem slovenske kmete, obrtnike in učitelje. 
Leta 1927 je bil izvoljen kot poslanec in nosilec Združene slovenske gospodarske liste. Zopet je dobil poslanski mandat. Leta 1930 je bil imenovan v novonastali svet Dravske banovine, kot eden izmed treh zastopnikov mesta Maribor. Tam ni ostal dolgo, saj je že naslednje leto je dobil poslanski mandat.

### Na koncu življenjske poti
Po letu 1935 se je za kratek čas zaposlil na mariborski realni gimnaziji. Leta 1936 je hudo zbolel bil operiran v Zagrebu. Službovati je začel ponovno 1937. Pokopan je na pokopališču na Pobrežju, njegov grob pa je nekaj metrov stran od generala Maistra. 
Njegov sin Svetopolk Pivko (1910-1987), inženir strojništva in tehnični konstruktor, ki je doktoriral na Sorbonni v Parizu, kjer se je ukvarjal s problemi navpičnega vzletanja, po 2.sv.vojni ustanovitelj in vodja Letalskega tehničnega inštituta v Beogradu, kjer je predaval kot univ. prof. mehanike in postal član SANU (akademik) 

## Dela
- Kratka zgodovina slovenskega naroda (1907) (COBISS)
- Zgodovina Slovencev (1909) (COBISS)
- Šaljivec iz Podravja (1910) (COBISS)
- Telovadne igre I–III (1911, 1913, 1920) (COBISS) (COBISS) (COBISS)
- Proti Avstriji: Slike iz borbe Jugoslovanov na italijanski fronti proti Avstriji (1923) (COBISS)
- Carzano (1924) (COBISS)